# نادودوار
نادودوار (به مجاری:  Nádudvar) یک منطقهٔ مسکونی در مجارستان است که در ناحیه هایدوسوبوسلو واقع شده‌است. نادودوار ۲۲۵٫۹۱ کیلومتر مربع مساحت و ۹٬۲۶۰ نفر جمعیت دارد.